# 聖トリニアンズ女学院
『聖トリニアンズ女学院』（セントトリニアンズじょがくいん、St. Trinian's）は2007年のイギリスのコメディ映画。監督はオリヴァー・パーカーとバーナビー・トンプソン、出演はタルラ・ライリー、ルパート・エヴェレット、コリン・ファースなど。ロナルド・サールの漫画『St Trinian's』シリーズを原作とした人気学園コメディ映画のシリーズ6作目である。
映画の1作目は1954年の『The Belles of St Trinian's』であり、1980年の5作目から27年ぶりの新作である。ただし、続編ではなく、現代を舞台にした新シリーズとして制作されている。
日本では劇場未公開だが、2012年4月4日に『聖トリニアンズ女学院 史上最強!?不良女子校生の華麗なる強奪作戦』のタイトルでDVDが発売された他、WOWOWで2012年2月25日に『セント・トリニアンズ女学院』のタイトルで放映された。
2009年には同じスタッフとキャストによる続編『聖トリニアンズ女学院2』が公開された。

## ストーリー
女子高生アナベルは父の姉カミラが校長を務める全寮制の女子校・聖トリニアンズ女学院に転校して来る。しかし、そこは学校とは名ばかりの、個性的な女子生徒らがやりたい放題に自由気ままに暮らしている、悪名高き「無法地帯」だった。
ところが、学院が破産寸前であることを知った生徒らは、自分たちにとっての楽園である学院を守るため、フェルメールの名画「真珠の耳飾りの少女」を盗み出し、それを売って金を得ようと計画する。

## キャスト
- アナベル・フリトン: タルラ・ライリー - 主人公。 伯母カミラが校長を務める聖トリニアンズに転校して来る。
- カミラ・フリトン: ルパート・エヴェレット - 聖トリニアンズ女学院校長。アナベルの父の姉。
- カーナビー・フリトン: ルパート・エヴェレット - アナベルの父。カミラの弟。画商。
- ジェフリー・スウェイツ: コリン・ファース - 文部大臣。大学時代のカミラの恋人。
- フラッシュ: ラッセル・ブランド - 学院の生徒と商売しているチンピラ。
- ディキンソン先生: レナ・ヘディ - 新しい国語教師。真面目。
- ケリー: ジェマ・アータートン - 寮長。切れ者。
- J・J・フレンチ: ミーシャ・バートン
- キャスパー: ジョナサン・ベイリー

## 作品の評価
Rotten Tomatoesによれば、批評家の一致した見解は「ロナルド・サールの戦後のオリジナルシリーズよりも下品でわざとらしい、この『聖トリニアンズ女学院』は演技やウィットに富んだ台詞ではなく、どんちゃん騒ぎに重点を置いている。」であり、42件の評論のうち高評価は31%にあたる13件で、平均点は10点満点中4.3点となっている。
Metacriticによれば、10件の評論のうち、高評価は1件、賛否混在は6件、低評価は3件で、平均点は100点満点中39点となっている。